# Eoophyla cameroonensis
Eoophyla cameroonensis là một loài bướm đêm trong họ Crambidae.